# Campionati austriaci di sci alpino 1993
I Campionati austriaci di sci alpino 1993 si svolsero a Hochgurgl, Innerkrems, Jerzens e Sankt Michael im Lungau; il programma includeva gare di discesa libera, supergigante, slalom gigante, slalom speciale e combinata, sia maschili sia femminili, ma lo slalom gigante femminile è stato annullato.

## Risultati

### Uomini

#### Discesa libera
| Pos. | Atleta           | Nazione |
| ---- | ---------------- | ------- |
| 1    | Helmut Höflehner | Austria |
| 2    | Armin Assinger   | Austria |
| 3    | Josef Strobl     | Austria |

Località: Innerkrems

#### Supergigante
| Pos. | Atleta            | Nazione |
| ---- | ----------------- | ------- |
| 1    | Peter Wirnsberger | Austria |
| 2    | Mario Reiter      | Austria |
| 3    | Gerhard Greber    | Austria |

Data: 25 novembre 1992

Località: Hochgurgl

#### Slalom gigante
| Pos. | Atleta               | Nazione |
| ---- | -------------------- | ------- |
| 1    | Helmut Mayer         | Austria |
| 2    | Richard Kröll        | Austria |
| 3    | Siegfried Voglreiter | Austria |

Località: Hochgurgl

#### Slalom speciale
| Pos. | Atleta               | Nazione |
| ---- | -------------------- | ------- |
| 1    | Michael Tritscher    | Austria |
| 2    | Dietmar Thöni        | Austria |
| 3    | Thomas Stangassinger | Austria |

Località: Jerzens

#### Combinata
| Pos. | Atleta           | Nazione |
| ---- | ---------------- | ------- |
| 1    | Dietmar Thöni    | Austria |
| 2    | Christian Hutter | Austria |
| 3    | Stefan Curra     | Austria |

Località: Hochgurgl, Innerkrems, Jerzens

Classifica stilata attraverso i piazzamenti ottenuti
in discesa libera, slalom gigante e slalom speciale

### Donne

#### Discesa libera
| Pos. | Atleta                    | Nazione |
| ---- | ------------------------- | ------- |
| 1    | Veronika Wallinger        | Austria |
| 2    | Carolina Waidhofer-Dummer | Austria |
| 3    | Karin Köllerer            | Austria |

Località: Innerkrems

#### Supergigante
| Pos. | Atleta              | Nazione |
| ---- | ------------------- | ------- |
| 1    | Barbara Sadleder    | Austria |
| 2    | Cornelia Meusburger | Austria |
| 3    | Veronika Wallinger  | Austria |

Località: Innerkrems

#### Slalom gigante
La gara è stata annullata.

#### Slalom speciale
| Pos. | Atleta           | Nazione |
| ---- | ---------------- | ------- |
| 1    | Christina Riegel | Austria |
| 2    | Karin Köllerer   | Austria |
| 3    | Renate Götschl   | Austria |

Località: Sankt Michael im Lungau

#### Combinata
| Pos. | Atleta              | Nazione |
| ---- | ------------------- | ------- |
| 1    | Karin Köllerer      | Austria |
| 2    | Cornelia Meusburger | Austria |
| 3    | Melanie Schöffmann  | Austria |

Località: Innerkrems, Sankt Michael im Lungau

Classifica stilata attraverso i piazzamenti ottenuti
in discesa libera e slalom speciale